# 廣東麻雀胡牌列表
廣東麻雀（另稱「新章」）中除了既有的「清章」及「六獨」、「十八番」、「無奇不有」牌型外，個別玩家亦會自行添加日本牌及臺灣牌牌型。下表詳列其食糊牌型及準則。

## 食糊準則
廣東麻雀中集齊食糊牌型勝出稱「食糊」。標準的食糊牌型爲「四組一對」，即集齊四組「面子」（可以爲「順子」、「刻子」或「槓子」），加一對「眼」；如下例：
（順子）+（槓子）+
（刻子）+(刻子)+（眼)
從圖例中可見，順子是三張順序的同門數字牌，刻子是三張相同的牌，槓子是四張相同的牌，眼爲兩張相同的牌。
個別特殊牌型，如「十三幺」、「十三不搭」、「七對子」等，則爲例外。
食糊時，玩家應立即喊叫「食糊」、「食」或「糊」，然後把手牌全數翻開，證明他已湊成有效的食糊牌型。若不喊叫，則視爲放棄該次食糊，並繼續行牌。
下表依標準番數列出各種食糊牌型。有些牌型，玩家或會自行修訂規例，改變所計算的番數，則加以附註。
某牌型成立同時，若必然其並存其他牌型，則該必然牌型不重複計分。如必定混一色（小四喜）不另計、必定門清（天和、地和、十三幺、九蓮寶燈、坎坎糊、全不靠、七星不靠、十三不靠、連七對、七對子）不另計自摸、全刻子（大四喜、十八羅漢、四暗刻、全雙刻、全單刻、七對、混么九、清么九、一色四節高、字一色）不另計對對糊等。

## 牌型

### 零番
- 雞糊：單純四搭一對、無任何其他組合的牌型，現時一般不能單獨食糊，必須配合其他牌型組合。

### 一番
- 莊家：莊家食糊多算一番，別家自摸及出銃時也要多賠一番。
- 無花：沒有花牌。
- 正花：花牌跟座位的風位（門風）吻合。

1號（東）：、
2號（南）：、
3號（西）：、
4號（北）：、
- 自摸：靠自己摸出食糊之牌可加一番。（如本身叫雞糊時自摸即算一番，俗稱「自摸雞」）。
- 門前清（門清）：食糊時未曾開牌（上、碰或明槓過，但暗槓例外），整副牌均由自己摸回。
- 半求人：全部牌靠人上、碰或明槓（暗槓不算），最尾靠自摸。
- 三元牌：牌型中每組由紅中、發財、白板組成的刻子各加算一番。
- 開槓：集齊全部四張相同牌型稱「槓」；手牌集齊三張未碰、由別家打出第四張稱「明槓」；手牌集齊三張未碰、自摸第四張稱「暗槓」；已碰過的一副刻子再自摸出第四張稱「加槓」。一組槓可加一番，不論明、暗或加。
- 搶槓：若聽牌時別家槓出自己所聽之牌，即可搶其槓食糊並多加一番；暗槓除聽十三幺者外均不可搶。不另計絕張。
- 海底撈月（妙手回春）：抽最後一張牌自摸。
- 海底撈魚（一炮而紅）：別人打最後一張出衝，讓自己食糊。
- 生張：食糊的牌在該局中未曾出現。
- 絕張：食糊的牌只剩下一隻未出現。
- 單吊：食糊只叫一番（缺眼牌）。有「2、3、4、5」的牌並以「2」或「5」食糊可計單吊。

+
- 單邊：「一、二」聽「三」或「八、九」聽「七」。有「7、7、8、9」的牌並以「7」食糊也算邊張，若手中有「1、2、3、4、5」的牌而以「3」來食糊並不算邊。

+
- 卡窿（坎張）：以兩張牌之間的牌來食糊。留意，若手中有「2、3、4、4、5」的牌而以「3」來食糊並不算坎。

+
- 將眼（二五八眼）：以數字牌二、五或八作爲眼。

- 缺五：牌型沒有數字「五」。

- 簡單花幺：牌型有一或九的刻子。

- 無字：牌型沒有任何番子（包括沒有白板）。

}
- 一般高（一盃口）：拿到兩副相同的同門順子。

- 老少：擁有同一門數字牌的「一、二、三」和「七、八、九」（老少副），或者同一門數字牌的「一、一、一」和「九、九、九」（老少碰）。

- 缺門（缺一門）：牌型中缺少一種花色序數牌[4]。

- 彩龍（花龍）：牌型有三門數字牌的「一、二、三」、「四、五、六」和「七、八、九」。

- 四歸一[5]：四張同樣的牌分為一刻子和一順子。

- 半般高（兩色兩順）：有兩副不同門的順子。

- 連六（半龍）：同一門有六張相連的牌。

### 兩番
- 卡五：自己拿着數字牌四和六、卡窿叫五。若有「4、5、5、6」的牌以「5」食糊也算。但有「4、5、6、6、7」卻以「5」食糊的形式則不算，因為是兩面聽。另計卡窿一番共兩番。

+

### 三番
- 風牌：風牌：東、南、西、北；凡擁有一副吻合門風（西家碰/槓西風）或圈風（南圈碰/槓南風）的刻子即加算三番，若門風與圈風重疊（東圈兼東家碰/槓東風）或兩種風牌皆有（東圈西家碰/槓東、西兩副刻子）。
- 不求人（自摸門清）：沒有上、碰、明槓，而且自摸食糊。
- 全求人：全部牌靠人上、碰或明槓（暗槓不算），連最後一張牌也是吃別家出銃。
- 平糊：由四副順子及序數牌作眼組成的牌型，不另計無字。

- 一檯花：集齊同一系列的花牌（即「梅、蘭、菊、竹」或「春、夏、秋、冬」），不再計同系列的正花。（如東家拿到「梅、蘭、菊、竹」及「春」，計算「一台花」和「春」共四番。）

或
- 雙槓：槓出兩組牌，明、暗或加槓不限。
- 槓上開花（槓上自摸）：明、暗或加槓補牌時食糊。不計自摸。

例：
- 雙暗刻[6]：自摸兩副暗刻/槓。

例：
- 斷幺九（斷幺）：牌中沒有一、九或番子。

例：
- 一條龍（清龍）[7]：擁有同門一至九的牌。不計連六

例：
- 三相逢（三色同順）[6]：牌型有三副同數不同門之順子。不計喜相逢

例：
- 五門齊（五福臨門/五族共和）[6]：牌型筒、索、萬、風牌、三元牌五種牌全部集齊。

例：
- 四歸二：四張同樣的牌分為兩順子和一對眼。

例：   
- 渾帶幺（全帶幺）：全部順子、刻子及眼都有數字牌一、九或番子組成。不計缺五

例：
- 雙同刻：牌型有兩副相同數字的刻子。

例：
- 三尾（三公）：1.同一門，連續數字的兩副刻子和眼；或 2.任意風牌兩副刻子加眼。

例：
例：
- 三料牌：同時上過、碰過和槓過牌子（非暗刻（暗槓）時必須翻開牌子）。

例：
- 斷紅：牌型無萬子，無一、三、五、六、七、九筒，無一、五、七、九索，同時也無紅中。即只可以有二、四、八筒，二、三、四、六、八索，和東、南、西、北、發、白。不計缺一門、缺五。

如全由一種花色、字牌，可計混一色、如全為刻子，可計對對糊、如全為索子，可計清一色、如全為字牌，可計字一色。
例：

### 四番
- 清四碰：所有牌均為碰出或明槓的對對糊；僅聽單吊者可自摸，雙碰聽必須食出銃。

### 五番
- 三暗刻[7]：靠自己儲齊三副刻子，而非碰別人的牌。

例：
- 小三元[8]：有中、發、白其中兩款刻子，餘下一款作眼。

例：
- 對對糊：由四副刻子組成的和牌。另計花么、箭刻、風刻、五門齊、槓牌。

例：
- 混一色（湊一色／半一色）[5]：牌型由單一門數字牌和番子組成。

例：
- 清帶幺九（清帶幺／純全帶幺九／純全帶幺）：全部順子、刻子和眼都有一或九。不計無字、斷五。

例：
- 組合龍[7]：分別由三門數字牌做出「一、四、七」、「二、五、八」、「三、六、九」組合之牌。

例：
- 三色三步高（迷你橋）：三門數字牌做出三組遞增一位或二位數字的順子。

例：
例：
- 三色同刻（三相刻）[9]：有筒、索、萬三門數字牌的同數字刻子。

例：
- 三色連刻（三色三節高／半連刻）：三門數字牌做出三組遞增數字的刻子（包括槓子）。

例：   
- 推不倒：牌型由旋轉對稱、上下沒有區別的牌組成，即是只可以由一、二、三、四、五、八、九筒，二、四、五、六、八、九、索及白板組成。不計缺一門

例：
- 孔雀的飛：1.一索刻子加兩個任何風刻；2.一索刻子加兩個箭刻，但無風刻。不計花么

例：
例：

### 七番
- 三喜臨門／三風刻：牌型有三個風刻。

例：
- 七對／七對／嚦咕嚦咕[10]：取得七個不同對子。不計門前清、不求人、單吊。

例：
- 大於五：牌型由六至九的數字牌組成。

例：
- 小於五：牌型由一至四的數字牌組成。

例：
- 三元七對（三分天下）：有中、發、白在內的七對子。（另計七對子。）

例：

### 八番
- 花糊：集齊七隻花牌即可食糊，計八番自摸。

例： + 
- 全不靠（十三不靠／十三天使）：「不靠」指兩張牌之間無法組成順子及刻子。若是數字牌，它跟另一張同門數字牌要有±3的差距才算「不靠」，跟另一門數字牌則不限；若是番子，則跟其他任何番子都是「不靠」。全不靠指三門數字牌分別爲一、四、七，二、五、八，或三、六、九，不能錯位，加上單一任何番子（東、南、西、北、中、發、白）組成十四張牌（沒有眼）。

例：
例：
- 單龍抱：般高加般低（「般低」即遞增一位的一色二步高），須門清。

例：  
- 亂蛇（包羅萬象）：兩個般低，須門清。

例：  

### 十番
- 三槓子：槓三次。三暗槓另計三暗刻。

例： 
- 大三元（三元及第／鼎足三分）[11]：牌型拿到中、發、白三個刻子。

例： 
- 連槓開花（槓上槓自摸）：連開超過一槓後自摸食糊，槓與槓之間不可補花（但開槓前可補）。不另計槓上開花，但可另計。
- 清一色（鐵騎兵）[12]：牌型只有一種序數牌組成，不另計無字。

例：
- 流局十（幺九振切）：流局時門清，而且棄牌全爲數字牌一、九或番子，全都沒有被別人上、碰、槓，計自摸。
- 七搶一：自己摸到七張花牌，另一家一有花牌，即可搶牌食糊，計出衝。

例： 
- 一色三節高（姊姊碰／三連刻）：同一門數字牌的三副連續遞增的刻子（包括槓子）。

例：
- 一色三同順（三般高／三盃口）：同一門數字牌的三副相同順子。

例：
- 雙飄：拿到兩副不同門的老少。不計喜相逢、老少副。若無字牌另計平糊。

例：  
- 雙龍抱（兩般高／二盃口）：牌型拿到兩副般高。不計一般高。若無字牌另計平糊。

例：
- 三色雙龍會[7]：拿到兩門的老少，餘下一門的五作眼（可另計雙飄）。不計無字。

例：  
例：  
- 二不槓（雙鐵支）：門清時，以兩組沒開槓之牌食糊（無眼）。
- 全大／全中／全小：只由「七、八、九」／「四、五、六」／「一、二、三」的數字牌組成。

例：
例：
例：
- 九蓮花燈（偽九蓮寶燈）：三門數字牌的搭子及眼（非門前清或邊坎獨），配成「一、一、一、二、三、四、五、六、七、八、九、九、九」加以上任何一張作爲眼的牌型，但叫糊時並不是像眞正九子連環般叫九扉。

例： + 
- 全雙刻（偶數）：牌型由數字牌二、四、六、八組成。不計斷幺

例：
- 全單刻（奇數）：牌型由數字牌一、三、五、七、九組成。不計無字

例：
- 頂三刻：牌型有同門數字牌的一、五、九刻子，包括槓子。不計對對糊、花幺。

例：
- 跳三刻：牌型有同門數字牌的一、三、五刻子，二、四、六刻子，三、五、七刻子，四、六、八刻子，或五、七、九刻子，包括槓子。不計對對糊。

例：
- 筋三刻：牌型有同門數字牌的一、四、七刻子，二、五、八刻子，或三、六、九刻子，包括槓子。不計對對糊。

例：
- 四喜七對（混地雙）：七對子中，齊集了東、南、西、北的對子（另計七對子）。

例：
- 雙色同刻：兩門數字牌兩組相同刻子。不計對對糊、同刻。另計缺一門、無字、混幺九、清幺九。

例：
- 三步刻（天下名士）：牌型由數字牌一、四、七，數字牌二、五、八，或數字牌三、六、九組成。

例：
- 四歸四：四隻相同的牌落到四個順子上。

例：（留意三筒）

### 十五番
- 全帶（滿庭芳）[7]：所有順子、刻子和眼都有同一數字[13]。不計無字。全順子另計平糊。

例：
- 三數：牌型由三個數字組成（風牌、三元牌各自當作一個數字）。

例：
例：
- 混老頭（花幺九／花幺／混幺九／地九）[10]：牌型由數字牌一、九及番子組成。不計對對糊、全帶幺。

例：
- 一色三步高（半步橋／萬乘之國）[7]：同一門數字牌三副遞增一位或二位的順子。

例：
例：
- 客風三刻（萬馬奔騰）：牌型有三副風刻，但不能有圈風牌。不計三風刻。

例：（食糊時爲東風圈）
- 二色同對（清盃口）：同順子的雙龍抱。

例：
- 鏡糊糊：兩門數字牌兩種相同順子。不計喜相逢。

例：
- 一半數字：牌型中單數牌同雙數牌數目一樣。

例：
- 連六對（柳丁）：包含同一門數字牌連續六對的七對子（另計七對子）。

例：

### 二十番
- 天聽（雙立直）：閒家開牌（計補花）後即宣佈听牌，不計門清，自摸計不求人。若中途換牌，或者有得食糊卻放棄，天聽即解除。
- 地聽：打出第一張牌即宣佈听牌。本身須門清但不計，自摸計不求人。若中途換牌，或者有得食糊卻放棄，地聽即解除。
- 小四喜：以東、南、西、北其中三副為刻子以及和一副將牌。不計三風刻。

例：
- 四暗刻（坎坎糊）：沒有碰或明槓過的對對糊，要有四副自己摸的刻子（或暗槓）。單吊將眼可食出銃，雙將眼時必須自摸。（不計門前清、對對糊、不求人）
- 兩數：牌型由兩個數字組成（風牌、三元牌各自當作一個數字）。

例：
- 八仙過海（大花糊）：拿到八張花牌，可不理牌型立即食糊。

例：
- 萬炮齊發（海底搶槓）：海底撈月加搶槓。不計以絕張食糊。
- 滿分花槓：三槓之中有一暗槓、一明槓，剩下的須是槓上開花或搶槓。不計以絕張食糊。
- 嗌九子（喊九蓮）：以非門清方式拿到眞正九子連環（九蓮寶燈）牌型加其中一隻做眼。

例：（倒牌者表示上牌或碰牌後已翻開的牌組）
- 十三魔王（十三魔殿，七星不靠，七星王國）[10]：東、南、西、北、中、發、白各一張，幺九牌，最後自摸或別人打出任意一張重複的幺九牌胡牌。不計全不靠

例： 
- 三不槓（三鐵支）：門清以三組無開槓之牌食糊。不計門前清、不求人、單吊。
- 全將碰（將帥領兵共和國）：牌型由數字牌二、五、八的刻子組成，不計三數、碰碰和、斷么。

例：
- 四字刻：牌型由四副番子刻子組成。不計混一色、碰碰和。

例：
- 新幹線：牌型爲一條龍，加兩個風牌（東、南、西、北）或紅中、白板食糊。不計混一色

例：
- 雙龍搶珠（雙龜搶珠）：萬、索兩副連六，加上一對筒子。不計喜相逢、連六、平和。

例：

### 三十番
- 人糊（天聽一發）[11]：閒家起手天聽，別家打出的第一張牌就出衝，讓其食糊。不計天聽、門清。
- 地聽一發：地聽後，食別家打出的第一張牌或自摸。不計地聽、門前清。
- 三連槓自摸：連續開三個槓之後食糊。中間補花即不計。明槓出衝包自摸。
- 鐘鼓齊鳴（槓爆／海底槓自摸）：海底撈月加槓上開花。
- 一色四步高（段橋）：一門數字牌四副依次遞增一位或兩位的順子。

例：
例：
- 風花雪月：一筒（月）、五筒（花）、任何風刻（風）同白板（雪）四副刻子。不計對對糊、幺九、三元牌、缺一門。

例：
- 花鳥風月：一筒（月）、五筒（花）、任何風刻（風）同一索（鳥）四副刻子。不計對對糊、幺九、同刻。

例：
- 萬綠叢中一點紅：有紅中或五索的綠一色，但不可兩者兼有；如無紅中或發財組成食糊者可另計清一色。不另計混一色。

例：
- 十三金字塔：門清取得全部幺九牌，加上二、五、八筒，三、六索，四、七萬，再加其中一隻做眼。

例：
- 自動車道：牌型由二、四、六筒，加上兩個風牌或紅中、白板組成。不計混一色、對對糊。

例：
- 青洞門：牌型由二、四、八筒，加上一個風牌和發財組成。不計混一色、對對糊、斷紅。若只有字牌可計字一色

例：
- 十三騎士（七星對）：二、五、八筒，三、六索，四、七萬的七對子。不計無字、七對

例：

## 四十
- 天糊：莊家起手（計補花）即食糊。不計不求人。暗槓、連槓照計。
- 地糊：閒家起手天聽後第一張牌自摸，不理別家上碰或莊家槓上開花。
- 大四喜（天雙喜／四喜臨門）：牌型有東、南、西、北四副刻子。

例：
- 四方大發：以發財爲眼的大四喜（共八十番）。不計青洞門。

例：
- 十八羅漢（四槓）：開槓四次。

例：
- 清老头（清幺九／清幺／全幺碰／天九牌）[8]：牌型由數字牌一和九組成。不計同刻、全單刻、混幺九。

例：
- 字一色[8]：牌型由番子組成。不計對對糊、混幺九、四字刻。

例：
- 十三幺（國士無雙）：門清取得全部幺九牌及番子各一，再加其中一張做眼。不計門前清、不求人、單吊。

例：
- 一色四順（同般高）：四張相同的牌分成兩副般高、或一副般高加一對順子。若無字牌可加計平糊。

例：
- 十三不搭：第一圈有全不靠的牌型，加上當中任何一張作爲眼食糊。（如做出全不靠，加五番。）

例：
- 同般低：般低牌型以般高牌組合。

例：
- 四連刻（一色四節高）：同一門數字牌四副連續刻子。不計對對糊、缺一門。另計混一色、清一色、無字。

例：
- 一色雙龍會：一門數字牌兩副老少，「五」為眼。不計平糊、老少副、清一色。

例：
- 藍一色：牌型由風牌、白板或八筒組成。不計混一色、對對糊、斷紅。若只有字牌可計字一色。

例：
- 黑一色：牌型由二、四、八筒刻子加任何風牌組成。不計混一色、對對糊、斷紅。另計大四喜、小四喜。

例：
1. 如只有八筒風牌可復計藍一色與黑一色

- 綠一色（滿園春色）：牌型由二、三、四、六、八索或發財組成。不計混一色、斷紅。如無發財組成食糊者，可計清一色。

例：
- 紅孔雀（紅一色）：牌型由一、五、七、九索或紅中組成。不計混一色、對對糊。

例：
- 黃一色：牌型由任何萬子，五、六、七筒，和紅中、白板組成。不計缺一門

例：
- 連七對（車輪滾滾／竹林種瓜／家庭祝福）：同門數字牌連續的七對子。不計平糊、七對、清一色。

例：
- 百萬石（百萬雄兵）：清一色狀態所有牌數加起來等於或超過一百。不計清一色

例：
例：
- 九蓮寶燈（九子連環）：門清時，牌型爲同門數字牌「一、一、一、二、三、四、五、六、七、八、九、九、九」叫糊（叫九扉），然後加以上任何一張作爲眼食糊。注意眞正九子連環必須叫九扉，若食糊時牌型跟九子連環一樣，但過程中只叫一扉，則爲十番的僞九子連環／九蓮花燈／變九蓮寶燈。不計九蓮花燈、不求人、門前清

例： + 